# 赤山堡
赤山堡，是台灣南部自清治時期至日治初期的一個行政區劃，其範圍即今台南市的六甲區中西部及官田區北部。
依據1904年（日本明治三十七年）出版的《臺灣堡圖》，赤山堡北邊為鐵線橋堡、果毅後堡、哆囉嘓東頂堡，東邊為善化里西堡東部飛地、南邊為善化里東堡、新化北里，西邊為蔴荳堡、茅港尾東堡。
1913年至1915年（大正二年至四年），善化里東、西堡行政區調整，曾文溪以北各庄改隸善化里東堡，以南各庄改隸善化里西堡。調整後赤山堡東邊及南邊均為善化里東堡，西南邊為善化里西堡。

## 管轄街庄
赤山堡共轄22個庄：
- 今六甲區境內：六甲庄、七甲庄、二甲庄、水漆林庄、中社庄、港仔頭庄、龜仔港庄、林鳳營庄、菁埔庄、王爺宮庄、水流東庄、九重橋庄、大坵園庄
- 今官田區境內：官佃庄、中脇庄、烏山頭庄、角秀庄、二鎮庄、拔仔林庄、笨潭庄、三結義庄、番仔田